# 佐藤迪
佐藤 迪（さとう すすむ）は、熊本県熊本市出身の打楽器奏者、指揮者。

## 経歴
- 1972年 - 東京芸術大学音楽学部器楽科打楽器専攻卒業
- 1975年 - 東京シティ・フィルハーモニック管弦楽団の創設に参画。以後、首席ティンパニ奏者を務める。
- 1978年 - 同楽団を退団、以後フリーとなる。同時に指揮活動を開始。
- 1979年 - 東京サロン・オーケストラの常任指揮者に就任。
- 1989年 - 東京プロムナード・オーケストラを組織し活動を始める。
- 1994年 - 12月、東京プロムナード・オーケストラと指揮リサイタル「モーツァルトの夕べ」を開催。

　　　　　　 この演奏会を機に活動の主体を指揮に置く。  
- 1995年 - 鎌ヶ谷吹奏楽団指揮者に就任。
- 1999年 - 九州工業大学交響楽団常任指揮者に就任。
- 2008年 - 東京プロムナード・フィルハーモニカーの設立とともに音楽監督に就任。

打楽器を小宅勇輔・有賀誠門・高橋美智子に師事。指揮を特に山田一雄より薫陶を受ける。

## 現職
- 東京プロムナード・オーケストラ、プロムナード・アンサンブル主宰。
- 東京プロムナード・フィルハーモニカー音楽監督
- 九州工業大学交響楽団常任指揮者。
- 鎌ヶ谷吹奏楽団指揮者。
- 熊本ユースシンフォニーオーケストラ指揮者。
- パール楽器製造株式会社 顧問。